# 1-й танковий корпус (СРСР)
1-й танковий корпус — оперативно-тактичне військове об'єднання в складі ЗС СРСР періоду Другої Світової війни.

## Історія
Відповідно до Директиви НКО СРСР № 724218сс від 31.03.1942 року формування 1-го танкового корпусу розпочалось у квітні 1942 року. 2 квітня 1942 року під Москвою, у Срібному Борі, генерал-майор танкових військ Катуков М. Ю. почав формування корпуса. 6 квітня корпус передислоковано до міста Липецьк, де почались заняття з бойової підготовки. Вже 21 квітня Директивою Ставки ВГК № 170284 від 20.04.1942 р. корпус було включено до складу Брянського фронту й переведено в район Лівни, де продовжували займатись бойовою підготовкою до кінця червня 1942 року.
28 червня 1942 р. розпочався літній наступ німців на Воронеж. Корпус отримав завдання нанести контрудар по ворогу. Після зустрічного бою, що відбувся 30 червня в районі Дослідного поля, корпус перейшов до активної оборони на своїй ділянці фронту. В ході літніх боїв корпус зазнав значних втрат у людях і техніці, тому 21 серпня корпус виведено в Резерв Ставки ВГК.
Восени 1942 року склад корпусу змінився: замість 1-ї гвардійської танкової і 1-ї мотострілецької бригад, що введені до складу 3-го механізованого корпусу, включено 159-у танкову й 44-у мотострілецьку бригади; замість 49-ї танкової бригади до складу корпусу увійшла 117-а танкова бригада. В цьому складі корпус пройшов до кінця війни.
Директивою Ставки ВГК № 994176 від 30.08.1942 р. оновлений корпус включено до складу 5-ї танкової армії.
В листопаді — грудні 1942 року корпус брав активну участь у Сталінградській битві, після чого знову був виведений на відпочинок і поповнення.
З березня 1943 по березень 1944 року 1-й танковий корпус діяв у складі 11-ї гвардійської армії на Західному і Брянському фронтах, брав участь в Ржевсько-Вяземській операції, в боях північніше Орла.
Надалі корпус брав активну участь у важких боях по прориву глибоко ешелонованої оборони супротивника на Інстербурзькому напрямку, де зазнав значних втрат. Після цього корпус отримав в подарунок танкову колону «Лембіту», яка була придбана на власні кошти громадянами Естонії.
В березні 1945 р. 159-а танкова Полоцька бригада 1-го танкового корпусу у складі Земландської оперативної групи військ 3-го Білоруського фронту взяв участь в штурмі Кенігсбергу.
Наказом НКО СРСР № 0013 від 10.06.1945 корпус переформовано в 1-у танкову дивізію.

## Повна назва
1-й танковий Інстербурзький Червонопрапорний корпус

## Склад
- Управління корпусу (штат № 010/369)
- 1-а гвардійська танкова бригада
- 49-а танкова бригада
- 89-а танкова бригада важких танків
- 1-а мотострілецька бригада
- 307-й гвардійський мінометний дивізіон
- 10-й окремий розвідувальний батальйон
- Корпусні частини:
  - 767-й окремий батальйон зв'язку (з 29.05.1943)
  - 183-й окремий саперний батальйон (з 08.06.1943)
  - 50-а окрема рота хімічного захисту (з 03.08.1943)
  - 110-а польова танкоремонтна база (з 08.05.1942)
  - 215-я польова авторемонтна база (з 12.06.1943)
  - Окрема авіаланка зв'язку (з 10.10.1943)
  - 53-й польовий автохлібозавод (з 02.06.1943)
  - 1932-а польова каса Держбанку (з 11.06.1944)
  - 2080-а військово-поштова станція (з 10.07.1942)

## В діючій армії
- з 21.04.1942 по 01.09.1942
- з 23.09.1942 по 06.01.1943
- з 17.03.1943 по 11.03.1944
- з 11.06.1944 по 09.05.1945

## Бойові операції
- Воронезько-Ворошиловградська стратегічна операція(25.06.1942 — 24.07.1942)
- Сталінградська стратегічна наступальна операція (19.11.1942 — 02.02.1943)
  - Середньодонська фронтова наступальна операція (операція «Малий Сатурн»)
- Ржевсько-Вяземська операція (з 23.03.1943 по 12.07.1943)
- Орловська стратегічна наступальна операція (операція «Кутузов») (12.07.1943 — 18.08.1943)
- Брянська наступальна операція (з 01.09.1943 по 03.10.1943)
- Городоцька операція (13.12.1943 — 31.12.1943)
- Білоруська стратегічна наступальна операція (23.06.1944 — 29.08.1944Ї
  - Вітебсько-Оршанська фронтова наступальна операція (23.06.1944 — 28.06.1944)
  - Полоцька фронтова наступальна операція [29.06.1944 — 04.07.1944]
  - Шяуляйська операція
- Прибалтійська стратегічна наступальна операція
  - Ризька операція (14 вересня — 24 жовтня 1944 р.)
- Східно-Пруська стратегічна наступальна операція (13.01.1945 — 25.04.1945)
  - Інстербурзько-Кенігсберзька фронтова наступальна операція

## Командування

### Командири корпусу
- генерал-майор т/в Катуков Михайло Юхимович (з 31.03.1942 по 18.09.1942);
- генерал-майор т/в, з 07.06.1943 генерал-лейтенант т/в Бутков Василь Васильович (з 19.09.1942 по 11.05.1945).

### Начальники штабу корпусу
- полковник Кравченко Андрій Григорович (з 31.03.1942 по 30.07.1942);
- полковник Харчевніков Іван Митрофанович (з 30.07.1942 по 14.01.1943);
- полковник Рабинович Леонід Юдельович (з 14.01.1943 по 22.05.1943);
- полковник Біберган Давид Абрамович (з 22.05.1943 по 24.05.1944);
- полковник Скрипка Григорій Гордійович (з 24.05.1944 по 05.09.1944);
- полковник Косогорський Микола Григорович (з 05.09.1944 по 15.06.1945).